# Тагоща
Тагоща — река на юго-западе Тверской области, левый и самый крупный приток Лучесы (бассейн Западной Двины). Длина реки составляет 26,5 км.
Протекает по территории Нелидовского и Бельского районов, три раза пересекает их границу. Бассейн Тагощи распространяется также и на Оленинский район.
Река берёт начало у урочища Большое Соино в Бельском районе. Высота истока — 219 метров над уровнем моря. Течёт в целом на запад, впадает в Лучесу в 5 километрах от её устья, возле деревни Шумилы Нелидовского района. Высота устья — 174 метра над уровнем моря.
Основной приток Тагощи — река Шалимовка — левый, впадает на высоте 183,6 метров над уровнем моря.